# Loi sur la représentation des autochtones de 1936
Bantu Self-government Act (1959)
La Loi sur la représentation des autochtones de 1936 (Representation of Natives Act, 1936) est une loi de l'Union d'Afrique du sud proposée par le gouvernement Hertzog qui retire les électeurs noirs de la liste électorale commune de la province du Cap pour les réinscrire sur des listes séparées où ils voteront pour des députés et sénateurs blancs. La loi, qui instaure également un Conseil représentatif indigène, est adoptée le 7 avril 1936 par la quasi-totalité des députés du parlement sud-africain (dominé par le parti uni). 

## Contexte
Quelques années après la seconde guerre des Boers, les Britanniques décident de réunir leurs quatre colonies sud-africaines au sein d'un nouveau Dominion et de sceller la réconciliation entre les Boers (vaincus) et les Britanniques (vainqueurs). Une constitution, le South Africa Act, est élaborée entre les représentants (blancs) de ces colonies au cours d'une convention nationale. Les négociations achoppent cependant sur le sujet des droits politiques à accorder aux gens de couleurs (noirs, coloureds, indiens), les représentants des anciennes républiques boers exigeant des garanties pour que la franchise électorale du Cap, accordant des droits civiques sous conditions notamment censitaires à toute sa population, y compris de couleurs, ne soit pas étendue dans les deux provinces du nord où seuls les blancs sont électeurs. Finalement, chaque province conserve sa propre législation électorale, cette dernière ne pouvant être modifiée que par un vote des deux tiers des voix des deux chambres réunies en congrès.
Dans la province du Cap, la franchise électorale du Cap, héritée de la colonie du Cap et basée sur l'instruction, le salaire et la propriété, permet aux hommes de couleurs (coloured) et aux Noirs de bénéficier du droit de vote et d'émarger sur les mêmes listes électorales que les Blancs depuis 1853. Ainsi, en 1910, lors de la formation de l'Union sud-africaine, 15% de l'électorat de la province du Cap est noire ou coloured tandis qu'au Natal, où n'existe alors pourtant théoriquement aucune restriction spécifique, 1% de l'électorat est issu des communautés noires ou indiennes.
Le gouvernement sud-africain, issu des élections générales sud-africaines de 1933, dirigé par James Barry Hertzog et Jan Smuts, qui ont fusionné leurs partis, soutient le principe d'institutions séparées pour les populations blanches et pour les populations autochtones. La politique indigène et raciale du parti uni n'est cependant pas présentée comme immuable mais plutôt comme un expédient provisoire, adopté dans l'esprit pragmatique, paternaliste et conjoncturel du colour bar.

## Adoption de la loi
En 1936, l'adoption par la quasi-totalité des parlementaires (moins 11 voix) de la loi sur la représentation des indigènes (Representation of Natives Act) retire les 11 000 électeurs noirs de la province du Cap des listes électorales communes pour les réinscrire sur des listes électorales séparées afin qu'ils puissent désigner 3 députés (blancs) et 4 sénateurs (blancs) chargés de défendre leurs intérêts au parlement, (l'un des premiers députés blancs élus pour représenter les populations noires est Margaret Ballinger). Cette loi met ainsi un terme effectif à la franchise électorale du Cap en ce qui concerne l'électorat noir, tandis que la population Coloured continue de pouvoir jouir de cette franchise . 
En outre, un Conseil représentatif indigène (Native Representative Council), constitué de 23 membres (12 Noirs indirectement élus, 4 Noirs nommés par le Gouverneur-Général, 6 commissaires en chef aux Affaires indigènes) et présidé par le Secrétaire aux Affaires Indigènes, est mis en place. Ce conseil est purement consultatif et constitue l'unique voie de communication institutionnelle entre le gouvernement et les populations noires d'Afrique du Sud.  
Dans le même mouvement, et avec l'approbation de l'essayiste John Dube, ancien président du congrès national africain, une loi sur le fonds d'investissement foncier et la terre indigène (Native Trust and Land Act de 1936) agrandit la superficie des réserves indigènes existantes à 13 % de la surface du pays, ôtant dans le même temps aux résidents noirs du Cap le droit d'acheter de la terre dans les régions urbaines. La ségrégation raciale spatiale, déjà existante, se trouve renforcée par ce texte législatif. 
Une dernière loi accentue les contrôles sur les flux migratoires vers les villes blanches (Native Laws Amendment Act de 1937). 
En 1937, un rapport officiel, qui n'est pas suivi d'effets, préconise que les métis (Coloureds) soient intégrés sur les listes électorales ordinaires des quatre provinces, leur conférant ainsi un droit de vote égal à celui des Blancs sur l'ensemble du territoire sud-africain et non plus seulement dans la province du Cap.

## Abrogation
La loi est abolie en 1959 par le Bantu Self-government Act qui, dans le cadre des lois de l'Apartheid, supprime la représentation des populations noires à la chambre et au Sénat.

## Sources